# Bidens shrevei
Bidens shrevei là một loài thực vật có hoa trong họ Cúc. Loài này được Britton mô tả khoa học đầu tiên năm 1910.